# Pseudotyrannochthonius undecimclavatus undecimclavatus
Pseudotyrannochthonius undecimclavatus undecimclavatus es una subespecie de arácnido del orden Pseudoscorpionida de la familia Chthoniidae.

## Distribución geográfica
Se encuentra en Japón.